# Santiago Roncagliolo
Santiago Roncagliolo és un escriptor peruà. Ha viscut a Mèxic, Perú i Espanya. La seva novel·la Abril Rojo (2006) l'ha convertit en el guanyador més jove dels prestigiós Premi Alfaguara. El seu llibre de contes Crecer es un oficio triste (2003) va merèixer el premi de la cadena de llibreries fnac. El seu treball ha estat editat a tota Amèrica Llatina i s'està traduint a més de deu idiomes. La seva obra de teatre Tus amigos nunca te harían daño s'ha representat a vuit països. Col·labora habitualment al diari El País, però els seus reportatges i articles han estat presents en mitjans com Gatopardo (Colòmbia), La Tercera (Xile), Brando (Argentina), El Comercio (Perú) i Granta (Espanya). També ha escrit per a nens i traduït autors com Genet, Gide o Theroux. Actualment viu a Barcelona, des d'on escriu un bloc al portal El Boomeran(g).